# Ischiolepta micropyga
Ischiolepta micropyga är en tvåvingeart som först beskrevs av Oswald Duda 1938.  Ischiolepta micropyga ingår i släktet Ischiolepta och familjen hoppflugor. Arten är reproducerande i Sverige. Inga underarter finns listade i Catalogue of Life.